# Razvitak (časopis)
„Razvitak” je časopis za društvena pitanja, kulturu i umetnost. Izlazi od 1961. godine. Glavni i odgovorni urednik „Razvitka” od početka izlaženja je bio  Tomislav Mijović.
Od 2008. godine glavni i odgovorni urednik je bio Zoran Cvijetićanin (1956-2021) a jedno vreme i Saša Jelenković. Časopis „Razvitak” je po koncepciji zavičajni — hronika i hronologija Timočke krajine, vodič kroz bogatstvo podataka, dokumenata i rezultata istraživanja velikog broja saradnika i stručnjaka iz različitih oblasti (315 oblasti, bez lingvistike i književnosti), pasioniranih tragalaca i vrsnih znalaca običaja i tradicije ovog kraja.
Dokumentarno beležeći savremena zbivanja, događaje bliže i dalje prošlosti, društveni i kulturni razvoj Timočke krajine, sociološka, istorijska, etnološka, arheološka i druga istraživanja, stvaralaštvo u svim oblastima, posebno u oblasti tradicionalne duhovne i materijalne kulture — „Razvitak” je postao svojevrsni izvornik i enciklopedija Timočke krajine.

Redakciju Razvitka danas čine Vlasta Mladenović, glavni i odgovorni urednik i Miloš Petković, operativni urednik. Dosadašnji koncept časopisa od 2018. godine obogaćen je okretanjem ka širem kulturnom i umetničkom krugu.
- Urednici Razvitka
- Tomislav Mijović
- Zoran Cvijetićanin
- Saša Jelenković
- Vlasta Mladenović